# Сусактау
Сусакта́у, Сусак-та́у, Суса́к (баш. Сусаҡтау — «Гора-сопка») — гора в Башкортостане. Расположена гора в Альшеевском районе Башкортостана рядом с деревней Чураево. Памятник природы (2005).
Гора останец. По внешнему виду имеет остроконечную форму. Сусак-тау относится к памятникам природы Республики Башкортостан, общая площадь которой составляет 116 Га. На этих холмах и близ них отсутствует полностью лес, они покрыты лишь травянистыми растениями. С юго-западного подножия горы протекает река Дёма.
На склонах гор имеется комплекс песчаных степей со множеством редких видов растений, в том числе занесённые в Красную книгу (тонконог жестколистный, ковыль перистый, цмин песчаный, астрагал рогоплодный, люцерна сетчатоплодная, копеечник крупноцветковый и др.).

## Туризм
Сусак-тау и прилежащие ему территории притягивают к себе туристов, а также людей, проезжающих по трассе Раевка-Стерлитамак своими живописными пейзажами. С вершины горы открывается вид на дёмские просторы, и находящуюся неподалёку гору Сатыр-тау, которая вызывает не меньший интерес, чем Сусак-тау.

## Ложные факты
Некоторые туристы-блогеры копируют к себе байку о том, что якобы современное название горы «Девичья грудь» — из-за специфических очертаний. Хотя среди жителей соседствующих деревень такое название никогда не употреблялось. Местные жители, бывает, зовут её «Лысая гора».